# InterCora
InterCora, spol. s r.o. je česká developerská společnost sídlící v Plzni. Navrhuje, projektuje a staví nákupní centra v České republice i v zahraničí, věnuje se také přeměně brownfieldů na komerční centra. Vlastní a spravuje přes sto obchodních objektů. 

## Historie
Společnost InterCora založili v roce 1993 Günther Zembsch a Ivan Hlaváček. Günther Zembsch je analytik, stratég a vizionář, který vytváří nové koncepce a v oblasti developmentu a financování nemovitostí působí už přes 45 let. Ivan Hlaváček má na starosti řízení firmy, koordinaci a realizaci projektů.[zdroj?]

### Klíčové milníky v historii firmy
- 1993 – založení společnosti InterCora, spol. s r.o.
- 1994 – výstavba a otevření prvního nákupního centra Lochotín – Edeka v Plzni
- 1996 – výstavba a otevření prvního Penny Marketu v ČR (nákupní centrum Košutka v Plzni)
- 1998 – výstavba a otevření prvního nákupního centra Kaufland ve Znojmě
- 1999 – realizace první Hypernovy – Ústí nad Labem
- 2000 – expanze na Slovensko, první Kaufland ve městě Prievidza
- 2000 – výstavba centrály firmy InterCora v Plzni – OC Rondel Kaufland
- 2001 – realizace centrálního skladu – Praha Modletice pro firmu Kaufland
- 2002 – realizace prvního Lidlu – Bruntál
- 2003 – výstavba centrály firmy Kaufland v Bratislavě
- 2004 – první bytová výstavba v Plzni
- 2005 – expanze do Rumunska, první Kaufland v Bukurešti
- 2009 – výstavba prvního nákupního centra Tesco a OBI v Klatovech
- 2009 – realizace centrály pro firmu Kaufland – Praha Vypich
- 2011 – výstavba prvního nákupního centra Hornbach v Plzni
- 2012 – realizace sté pobočky Kaufland v ČR
- 2013 – rozšíření portfolia skupiny InterCora o realitní kancelář Remax InterCora
- 2013 – realizace prvního Alberta – Plzeň Vinice
- 2017 – otevření NC Terminal, Banská Bystrica, Slovensko
- 2018 – výročí 25 let od založení společnosti [4]
- 2019 – výročí 20 let od vstupu na slovenský trh – společnost Primum [5]

## Činnost společnosti
Od roku 1993 developerská skupina InterCora navrhla, vyprojektovala a uvedla do provozu více než 300 nákupních center o celkové výměře 2 miliony metrů čtverečních. Sama vlastní a spravuje téměř 100 obchodních objektů, především v České republice a na Slovensku.
Od roku 2000 společnost sídlí v objektu Rondel v Plzni na Roudné. Má také pobočky ve Zlíně a v Ostravě, na Slovensku má zastoupení v rámci dceřiné společnosti PRIMUM s.r.o. v Bratislavě a v Banské Bystrici.
Firemní skupina InterCora má kolem 100 zaměstnanců. Opakovaně se umístila v žebříčku nejlepších firem v České republice Českých 100 nejlepších. Stavba obchodního centra ve Zlíně získala v roce 2006 cenu za architekturu Nejlepší z realit. Stavba obchodního centra NC Terminal v Banské Bystrici získala v roce 2017 cenu Best Retail Development & Developer.

#### Brownfieldy
Vedle výstavby nových objektů se společnost věnuje revitalizaci a přestavbě brownfieldů. Patří mezi ně pivovary, cukrovary, továrny, kasárna, vlaková či autobusová nádraží. Jedná se například o NC Pivovar Cheb, NC Cukrovar Hodonín, NC Škodovka v Klatovech (dříve továrna), NC Area Bory v Plzni (dříve kasárna), NC Hornbach v Plzni (dříve vlakové nádraží), NC Terminal v Banské Bystrici (revitalizace autobusové nádraží).

## Společenská odpovědnost, vzdělávání a ekologie
InterCora se profiluje jako společensky odpovědná firma. V Plzni, kde sídlí, podporuje charitativní sbírky, kulturu a sport. Pořádá bavorsko-české setkání za účelem prohloubení spolupráce mezi podnikateli v obou regionech. Rovněž organizuje retailové konference, kde se potkávají provozovatelé a bankéři z developerského oboru.
Založila Nadaci InterCora Stiftung, jejímž hlavním úkolem je podpora vzdělávání, výchovy, vědy a výzkumu. Ve spolupráci se Západočeskou univerzitou v Plzni nadace finančně podporuje akreditovaný studijní program Správa a řízení provozu budov. 
Společnost podporuje také ekologii a úspory energií. U nákupních center instaluje dobíjecí stanice elektromobilů. V Plzni zrealizovala první solární elektrárnu na své centrále.